# Quercus seemannii
Quercus seemannii Liebm. – gatunek rośliny z rodziny bukowatych (Fagaceae Dumort.). Występuje naturalnie w Kostaryce oraz Panamie. 

## Morfologia
PokrójZimozielone drzewo.
LiścieBlaszka liściowa ma podługowaty lub lancetowaty kształt, jest całobrzega, ma spiczasty wierzchołek.

## Biologia i ekologia
Rośnie w lasach. Występuje na wysokości od 1500 do 2400 m n.p.m.